# Alex Turrin
Alex Turrin (Feltre, 3 juni 1992) is een voormalig Italiaans wielrenner die kortstondig beroepsrenners was voor Wilier Triestina-Selle Italia.

## Carrière
In 2016 wist Turrin zijn eerste UCI-overwinning te behalen door de zevende etappe van de Ronde van Marokko te winnen. Eerder dat seizoen werd hij al negentiende in de Grote Prijs van de Etruskische Kust en twintigste in het eindklassement van de Istrian Spring Trophy. Later dat jaar werd hij onder meer tweede in het eindklassement van de Ronde van Servië en derde in dat van de Sibiu Cycling Tour.
In 2017 werd Turrin prof bij Wilier Triestina-Selle Italia. Zijn debuut maakte hij in de Ronde van San Juan, waar plek 25 in de tweede etappe zijn beste klassering was. Na zijn deelname aan de Ronde van Vlaanderen, die hij afsloot op plek 63, stond hij begin mei aan de start van de Ronde van Azerbeidzjan. Na vijf etappes eindigde hij daar op de vijftiende plek in het algemeen klassement, maar omdat de winnaar Kirill Pozdnjakov vanwege een positieve dopingtest uit de uitslag werd geschrapt schoof Turrin een plek op.

## Overwinningen
2016
7e etappe Ronde van Marokko

## Resultaten in voornaamste wedstrijden
| Jaar | Ronde van Italië | Ronde van Frankrijk | Ronde van Spanje |
| ---- | ---------------- | ------------------- | ---------------- |
| 2017 |                  |                     |                  |
| 2018 | 86e              |                     |                  |

| Jaar | Ronde van Vlaanderen | Ronde van Lombardije |
| ---- | -------------------- | -------------------- |
| 2017 | 63e                  | opgave               |
| 2018 |                      |                      |

## Ploegen
- 2016 –  Unieuro Wilier
- 2017 –  Wilier Triestina-Selle Italia
- 2018 –  Wilier Triestina-Selle Italia

Amezqueta · Andriato · Belletti · Bertazzo · Busato · Cecchin · Draperi · Ducournau · Fedi · Flórez · Fonzi · Godoy · Kasjavy · Mareczko · Martínez · Mosca · Pozzato · Rodríguez · Trosino · Turrin · Zhupa · Colonna (stagiair) · Marcelli (stagiair) · Raggio (stagiair)
Bertazzo · Bevilacqua · Busato · Coledan · Flórez · Fonzi · Kasjavy · Mareczko · Mosca · Pacioni · Pozzato · Raggio · Rosa · Turrin · Velasco · Zardini · Zhupa